# Scandal (groupe américain)
Pour les articles homonymes, voir Scandal.
Scandal est un groupe de rock américain fondé en 1981 par Patty Smyth.

## Biographie
Scandal a été formé à New York en 1981 par le guitariste Zachary Smith, qui a également écrit et composé la plupart des succès du groupe. Les autres membres originaux se composent du bassiste Ivan Elias, du guitariste Keith Mack, du claviériste Benji King, du batteur Frankie LaRocka et de la chanteuse Patty Smyth.

## Membres
Membres actuels
- Patty Smyth - chants
- Keith Mack - guitare
- Tom Welsch - basse
- Eran Asias - batterie

Anciens membres
- Benji King - claviers & guitares (1982–1984, 2004-2012)
- Zachary Smith - guitares (1981–1984, 2004–2006)
- Frankie LaRocka - batterie (1981–1982)
- Thommy Price - batterie (1982–1984, 2004–2005)
- Ivan Elias - basse (1982–1984)
- Kasim Sulton - basse (2004–2005)

## Discographie
- 1982 - Scandal (EP)
- 1984 - The Warrior

### Singles
- 1982 - Goodbye to You (en)
- 1983 - Love's Got a Line on You
- 1983 - Win Some, Lose Some
- 1984 - The Warrior
- 1984 - Hands Tied
- 1985 - Beat of a Heart
- 2011 - Silent Night